# ليه سميث (موسيقي)
ليه سميث (بالإنجليزية: Les Smith)‏ هو موسيقي بريطاني، ولد في 5 مارس 1967 في Dewsbury ‏ في المملكة المتحدة.

## وصلات خارجية
- ليه سميث على موقع ميوزك برينز (الإنجليزية)
- ليه سميث على موقع أول ميوزيك (الإنجليزية)
- ليه سميث على موقع ديسكوغز (الإنجليزية)